# Eric Lubbock
 (mars 2019).
Si vous disposez d'ouvrages ou d'articles de référence ou si vous connaissez des sites web de qualité traitant du thème abordé ici, merci de compléter l'article en donnant les références utiles à sa vérifiabilité et en les liant à la section « Notes et références ».
Pour les articles homonymes, voir Lubbock.
Eric Lubbock est un homme politique britannique né le 29 septembre 1928 à Orpington, dans le Kent, et mort le 14 février 2016 à Londres.

## Biographie
Membre du Parti libéral, Eric Lubbock est élu député de la circonscription d'Orpington lors d'une élection partielle en 1962. Il est nommé Chief Whip des libéraux l'année suivante par Jo Grimond. Il conserve son siège lors des élections générales de 1964 et 1966, avant de le perdre face au conservateur Ivor Stanbrook en 1970.
En 1971, Eric Lubbock hérite du titre de baron Avebury (en) à la mort de son cousin germain John Lubbock, le 3e baron. Il continue ainsi à siéger au Parlement, mais dans la Chambre des lords. Il fait partie des pairs héréditaires élus pour rester membres de la Chambre des lords en vertu du House of Lords Act 1999.